# Erie Otters
Die Erie Otters sind eine US-amerikanische Eishockeymannschaft aus Erie (Pennsylvania). Das Team wurde 1996 als Nachwuchsteam gegründet und spielt seitdem in einer der drei höchsten kanadischen Junioren-Eishockeyligen, der Ontario Hockey League (OHL).

## Geschichte

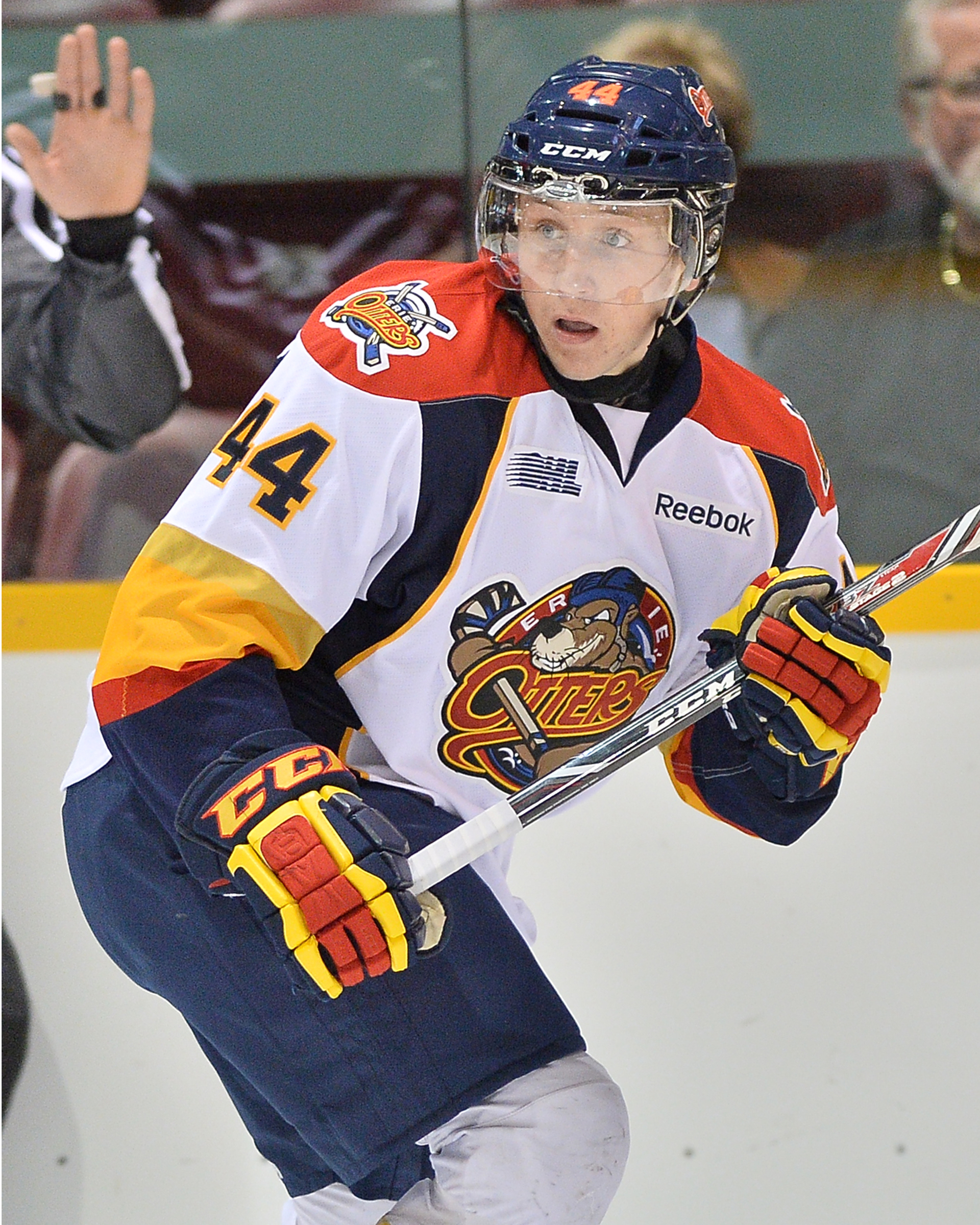
Spieler der Erie Otters

Im Jahr 1996 wurden die Niagara Falls Thunder von Niagara Falls (Ontario), nach Erie (Pennsylvania), umgesiedelt, wo sie seitdem unter dem Namen Erie Otters in der Ontario Hockey League aktiv sind. Nachdem die Otters in ihren ersten drei Spielzeiten in der OHL jeweils in der ersten Playoff-Runde ausgeschieden waren, wurden sie in den Jahren 1999 bis 2002 drei Mal in Folge Divisions-Sieger in der Midwest Division. In der Saison 2000/01 erreichte Erie seinen bis dahin größten Erfolg, als es die Hamilton Spectator Trophy als punktbestes Team der regulären Saison erhielt (102 Punkte). In der folgenden Spielzeit erreichten die Erie Otters erstmals das Finale um den J. Ross Robertson Cup, das sie gegen die Barrie Colts gewannen. In der Spielzeit 2016/17 wurde nach 15 Jahren erneut die OHL-Meisterschaft gewonnen.

## Erfolge
| J. Ross Robertson Cup - 2002 Finalsieg gegen die Barrie Colts - 2017 Finalsieg gegen die Mississauga Steelheads Wayne Gretzky Trophy - 2001/02 - 2016/17 | Hamilton Spectator Trophy - 2000/01 (102 Punkte) - 2015/16 (105 Punkte) - 2016/17 (103 Punkte) Divisionstitel - 1999/2000 Holody Trophy, Midwest Division - 2000/01 Holody Trophy, Midwest Division - 2001/02 Holody Trophy, Midwest Division - 2014/15 Holody Trophy, Midwest Division - 2015/16 Holody Trophy, Midwest Division - 2016/17 Holody Trophy, Midwest Division |

## Ehemalige Spieler
Folgende Spieler, die für die Erie Otters aktiv waren, spielten im Laufe ihrer Karriere in der National Hockey League:
- Nikita Alexejew
- Adam Berti
- Mike Blunden
- Brad Boyes
- Connor Brown
- André Burakovsky
- Chris Campoli
- Erik Černák
- Anthony Cirelli
- Carlo Colaiacovo
- Tim Connolly
- Oscar Dansk
- Alex DeBrincat
- Travis Dermott
- Warren Foegele
- Kurtis MacDermid
- Connor McDavid
- Greg McKegg
- Steve Montador
- Adam Munro
- Ryan O’Marra
- Ryan O’Reilly
- Nick Palmieri
- Jeff Paul
- Adam Pelech
- Geoff Platt
- Michael Rupp
- Dylan Strome
- Stephen Valiquette
- Jason Ward
- Jeff Zehr